# Шарантон ди Шер
Шарантон ди Шер (фр. Charenton-du-Cher) насеље је и општина у централној Француској у региону Центар (регион), у департману Шер која припада префектури Сент Аман Монрон.
По подацима из 2011. године у општини је живело 1105 становника, а густина насељености је износила 23,07 становника/km². Општина се простире на површини од 47,89 km². Налази се на средњој надморској висини од 178 метара (максималној 253 m, а минималној 167 m).

## Демографија
| 1962. | 1968. | 1975. | 1982. | 1990. | 1999. | 2011. |
| ----- | ----- | ----- | ----- | ----- | ----- | ----- |
| 1.362 | 1.372 | 1.371 | 1.292 | 1.154 | 1.096 | 1.105 |

График промене броја становника у току последњих година